# Nukuhiva adamsoni
Nukuhiva adamsoni là một loài nhện trong họ Nhện sói (Lycosidae). Đây là loài duy nhất thuộc chi Nukuhiva. Nukuhiva adamsoni được Lucien Berland miêu tả năm 1933.